# Daggett (Californie)
Pour les articles homonymes, voir Daggett.
Daggett est une localité du Comté de San Bernardino située dans le désert des Mojaves en Californie.
Des milliers de grands miroirs paraboliques, qui concentrent jusqu'à soixante fois l'énergie du soleil, alimentent une turbine à vapeur qui tourne jour et nuit. Cette installation phénoménale construite à Daggett dans les années 1980, puis sans cesse développée, fournit de l'électricité à 500 000 personnes. Elle fait partie du complexe solaire thermodynamique SEGS et constitue l'une des plus grandes centrales solaires du monde.
Localisation: 34° 51′ 48″ N, 116° 53′ 17″ O